# Findling von Cloughmore
Der Findling von Cloughmore (irisch An Chloch Mhór – deutsch „der große Stein“; lokal als „The Big Stone“ bekannt) ist ein Granitblock, der etwa 300 m oberhalb und östlich des Dorfes Rostrevor, im Newry and Mourne District, im Süden des County Down in Nordirland an der Seite des Slieve Martin in den Mourne Mountains auf relativ flachem silurischem Metasedimentgestein liegt.
Der etwa 5,0 × 3,2 × 2,3 m messende Findling hat eine berechnete Masse von etwa 50 Tonnen und ist während der Eiszeit von einer Insel der Strathclyde Bay in Schottland von den Gletschern hierher transportiert worden.
Der Stein wird mit der mythischen Gestalt Finn McCool verbunden. Die lokale Legende besagt, dass der Stein von ihm, von der Cooley-Halbinsel auf der anderen Seite des Carlingford Lough hierher geworfen wurde.
Der Cloughmore Stone ist der Ort von wo die Bewohner von Rostrevor zu Ostern traditionell ihre Ostereier den Berg hinunterrollen lassen.